# Famille Dohnányi
Pour les articles homonymes, voir Dohnanyi.
La famille Dohnányi (von Dohnányi en allemand ; allemand : [fɔn doˈnaːni], hongrois: [ˈdohnaːnji]) est une famille d'origine hongroise ayant donné différentes personnalités à la Hongrie, à l'Autriche-Hongrie, à l'Allemagne, ainsi qu'à la Slovaquie.

## Histoire
Originaire du comté de Nyitra en Haute-Hongrie (village de Donány), la famille remonte à György Dohnányi, anobli par ordonnance du 12 septembre 1667 par le roi de Hongrie Léopold Ier de Habsbourg pour ses services durant la guerre contre les Turcs. La famille fait partie depuis le XXe siècle - à l'instar des familles Weizsäcker ou Albrecht - des célèbres « dynasties » de la Bildungsbürgertum (en), ou élite bourgeoise allemande.

## Personnalités
- István Dohnányi (1813-1895), notaire du comté de Nyitra.
  - Frigyes Dohnányi (hu) (1843-1909), professeur de mathématiques et violoncelliste hongrois.
    - Ernő Dohnányi (1877–1960), compositeur et pianiste hongrois.
      - Hans von Dohnányi (1902–1945), juriste allemand et résistant opposé au régime nazi. 
        - Klaus von Dohnanyi (1928°), homme politique allemand.
          - Johannes von Dohnányi (de) (1960°), journaliste et auteur allemand.

        - Christoph von Dohnányi (1929°), chef d'orchestre allemand.
          - Justus von Dohnányi (1960°), acteur allemand.

- Gustav Dohnányi (1883-1965), maire de Trencin.
- Oliver von Dohnányi (1955°), chef d'orchestre slovaque.
- Miguel von Dohnányi (1978-2012), médecin et auteur allemand.